# Filip Miletić

Filip Miletić (Beograd, 1981.) srbijanski je skladatelj, glazbeni producent i magistar glasovira.
Glasovir svira od svoje pete godine. Završio je Fakultet glazbene umjetnosti u Beogradu. Javnosti postaje poznat 2007. godine, kada je postala poznata pjesma „Aspirin” Seke Aleksić, za koju je napisao tekst i glazbu zajedno s Milošem Roganovićem, po ovoj pjesmi dobili su nadimak „Aspirinci”. S njim je pokrenuo producentsku kuću „FM Play”.
Surađivao je s pjevačicama kao što su: Severina, Lepa Brena, Nataša Bekvalac, Tanja Savić, Ana Nikolić i dr. Za Severinu je radio pjesme kao što su: „Italiana”, „Dobrodošao u klub”, „Grad bez ljudi”, „Kamen oko vrata”, „Alcatraz”, „Grad bez ljudi”, „Ostavljena” i dr.
Član je žirija u emisiji hrvatskoga RTL-a „Superstar” zajedno sa Severinom, Tonči Huljićem i Nikom Turković.
Bio je u dugogodišnjoj vezi s hrvatskom pjevačicom Anom Bebić.